# Жилкин, Георгий Дмитриевич
Георгий Дмитриевич Жилкин (1922—2019) — советский и российский скульптор, педагог, автор монументальных и станковых произведений, народный художник Российской Федерации (2006).
Участник Великой Отечественной войны, которую прошел от начала до конца, связистом, воевал на Карельском, Ленинградском и Украинском фронтах, был демобилизован из армии в 1947 году.
В 1955 году — окончил Московское высшее художественно-промышленное училище, после чего остался там преподавать, был проректором, заведующим кафедрой академической скульптуры, профессором.
Почётный член Российской академии художеств.
Его ученик — российский скульптор и медальер Г. И. Правоторов (род. 1941).

## Творческая деятельность
Автор монумента советским воинам в усадьбе «Грачевка» (был установлен в 1975 году), в память о захороненных здесь солдатах и офицерах (умерших в полевом госпитале, который в годы войны располагался в здании усадьбы), погибших при обороне Москвы, и это единственный в столице памятник, который находится на месте захоронения солдат, павших в боях при обороне Москвы.
Автор книги «Рельеф. Композиционные принципы. Учебно-методическое пособие».

## Награды
- Орден Красного Знамени
- Орден Великой Отечественной войны 1 и 2 степеней
- Медаль «За победу над Германией в Великой Отечественной войне 1941—1945 гг.»
- Народный художник Российской Федерации (2006)
- Заслуженный деятель искусств РСФСР (1984)